# Eleanor Catton
Eleanor Catton (London, Ontario, Kanada, 1985. szeptember 24. – ) új-zélandi írónő, a 2013-as Man Booker-díj nyertese.

## Man Booker-díj
2013. október 15-én Catton a The Luminaries című regényéért elnyerte a Man Booker-díjat. A mű az aranyláz idején játszódik Hokitika városában. Huszonnyolc évesen ő volt a legfiatalabb nyertes a díj 45 éves történetében, és 832 oldalas könyve volt a leghosszabb díjnyertes mű. Catton a második új-zélandi díjazott; az első Keri Hulme volt, 1985-ben. A mű 2016-ban jelent meg magyarul A fényességek címmel, Rakovszky Zsuzsa fordításában.

## Magyarul
- A fényességek; ford. Rakovszky Zsuzsa; Európa, Bp., 2016
- A próba; ford. Dudik Annamária Éva; Európa, Bp., 2018